# Kammschwanz-Hirschmaus
Die Kammschwanz-Hirschmaus (Habromys lophurus) ist ein in Mittelamerika verbreitetes Nagetier in der Familie der Wühler. Bei einer Untersuchung der verschiedenen Museumsexemplare gab es auffällige Differenzen, die jedoch innerhalb der Variationen einer Art liegen.

## Merkmale
Die Kammschwanz-Hirschmaus ist mit einer Gesamtlänge von 187 bis 230 mm, inklusive eines 92 bis 115 mm langen Schwanzes und mit einem Gewicht von 24 bis 41 g etwas kleiner als die Zempoaltepec-Hirschmaus (Habromys lepturus). Allgemein stammen die größten Werte von Weibchen. Die Art hat 23 bis 25 mm lange Hinterfüße und 17 bis 19 mm lange Ohren. Das weiche Fell der Oberseite ist braun mit orangen oder rötlichen Schattierungen und am Hinterteil dunkler. Auf der Unterseite kommt weißes Fell vor. Der sepiabraune Schwanz hat an der Spitze eine Quaste. Die Kammschwanz-Hirschmaus besitzt weiße Vorderpfoten und dunkle Hinterfüße. Weitere Unterschiede zu anderen Gattungsvertretern sind abweichende Schädelmerkmale.

## Verbreitung
Dieses Nagetier lebt in den Bergregionen Guatemalas sowie im angrenzenden Bundesstaat Chiapas in Mexiko und im Nordwesten El Salvadors. Die Exemplare halten sich auf 1950 bis 3110 Meter Höhe auf. Sie leben in feuchten Bergwäldern mit Kiefern und Eichen, die durch Moosbewuchs und Epiphyten gekennzeichnet sind.

## Lebensweise
Die Kammschwanz-Hirschmaus geht nachts auf Nahrungssuche und klettert auf umgefallen Bäumen und im tieferen Astwerk. Sie teilt ihr Revier mit Arten der Gattung Weißfußmäuse (Peromyscus). Im Mai untersuchte Weibchen waren in einem fortpflanzungsbereiten Zustand. Im Dezember gab es keine derartigen Anzeichen.

## Gefährdung
Waldrodungen führen zu einer Abnahme der Populationsgröße. Die IUCN listet die Art in der Vorwarnliste (near threatened).